# 腺萼蝇子草
腺萼蝇子草（学名：Silene adenocalyx）为石竹科蝇子草属的植物。分布于中国大陆的西藏等地，生长于海拔3,200米至4,300米的地区，常生长在高山灌丛草地或山麓砾石滩，目前尚未由人工引种栽培。

## 异名
- Silene kumaonensis auct. non F. N. Williams